# Mutford
Mutford – wieś w Anglii, w hrabstwie Suffolk, w dystrykcie East Suffolk. Leży 53 km na północny wschód od miasta Ipswich i 159 km na północny wschód od Londynu.